# Conférences de Wittenburg

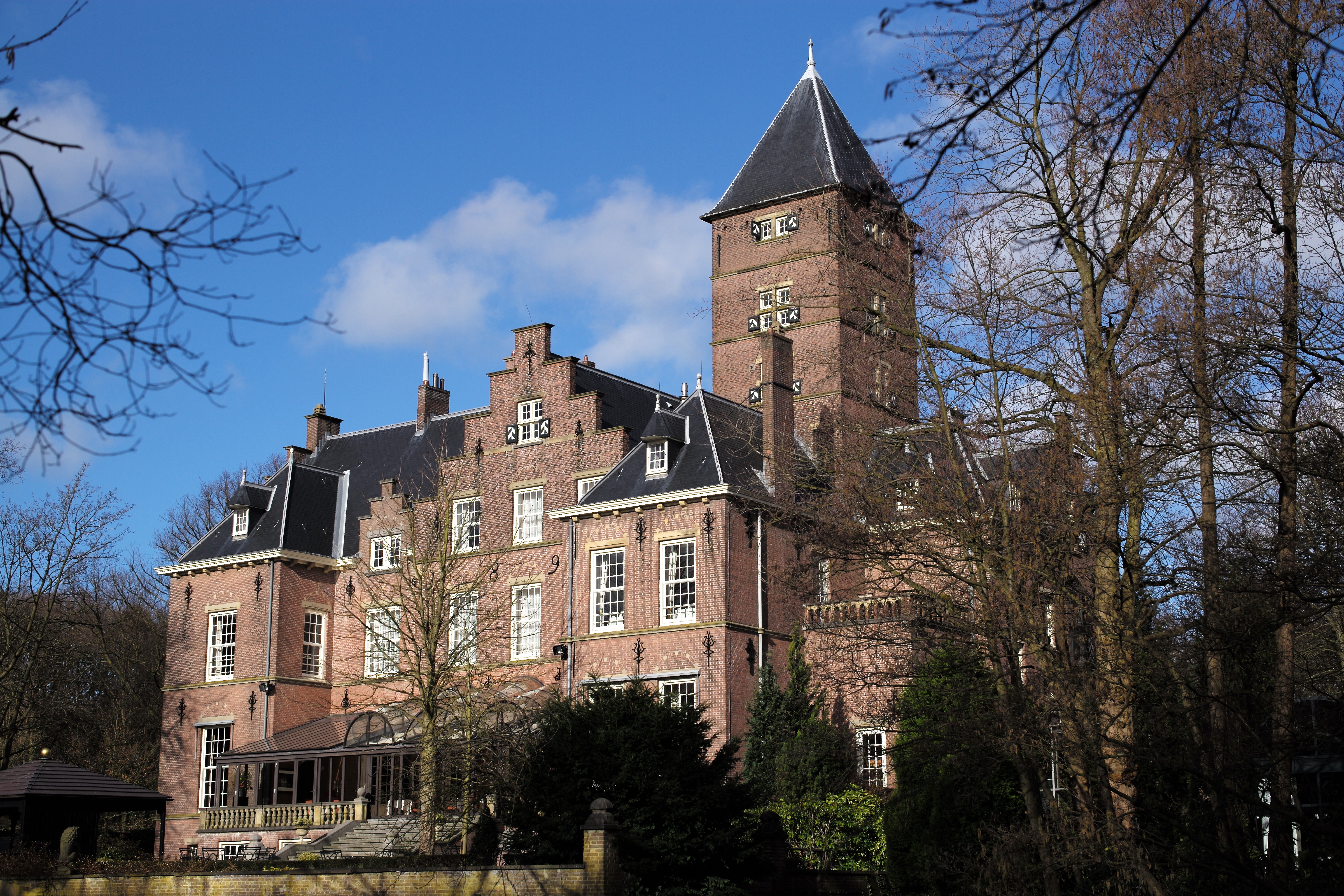
Le château de Wittenburg, lieu de la première réunion

Les conférences de Wittenburg sont des réunions néerlando-turques ayant pour objectif de renforcer les relations bilatérales et la coopération entre la Turquie et les Pays-Bas à travers des rencontres de groupes de travail spécifiques et l'échange de points de vue sur des sujets d'intérêt commun. Les réunions se déroulent au niveau ministériel et officiel et se tiennent alternativement aux Pays-Bas et en Turquie. Les questions sociales, économiques, culturelles et de sécurité sont discutées lors de ces réunions.

## Histoire
La première conférence de Wittenburg a eu lieu en 2008 au château de Wittenburg à Wassenaar. Les réunions ont lieu conformément au mémorandum d'entente, signé en mars 2008, visant à renforcer les relations bilatérales et la coopération entre la Turquie et les Pays-Bas. Il n’y a pas eu de réunion entre 2014 et 2018. Lors de la septième édition à Amsterdam en 2019, lorsque les liens ont été rétablis, l'intention était de l'organiser annuellement. Cependant, cela n'a pas été possible en raison de la pandémie de COVID-19. La réunion de juin 2022 à Ankara a rétabli les liens ministériels et officiels. Des sujets tels que la communauté turco-néerlandaise, la lutte contre le terrorisme, la relation UE-Turquie, le climat et l'énergie ont été discutés.

## Agrandissement possible
L'Adviesraad Internationale Vraagstukken (AIV), l'organe consultatif du gouvernement néerlandais et du parlement dans le domaine de la politique étrangère, recommande dans son rapport d'élargir la conférence de Wittenburg pour inclure l'Allemagne à court terme et, en cas de progrès, de la convertir en une structure de consultation tripartite plus permanente.